# Bảo tàng ngân hàng Thái Lan
Bảo tàng ngân hàng Thái Lan là một bảo tàng ở Băng Cốc, Thái Lan. Bảo tàng được đặt trong Cung điện Bang Khun Phrom, nơi ở cũ của Công chúa Paribatra Sukhumbandhu, người con thứ 33 của Vua Chulalongkorn. Ngân hàng Thái Lan, khu vực phía Bắc cũng có bảo tàng tại Chiang Mai. Vào tháng 6 năm 2017, bảo tàng đã được mở cửa lại.

## Trưng bày
Bảo tàng có 14 phòng, nó nhiều khu vực trưng bày lịch sử tiền tệ Thái và ngân hàng Thái Lan. Độ tuổi của các đồng xu khác nhau có nhiều đồng xu Thái cổ được tìm thấy tại các địa điểm khai quật như đồng Phù Nam (thế kỷ 1 – 7), đồng Sri Vijaya (thế kỷ 8 – 13), Sukhothai, (thế kỷ 13 – 14), đến thế kỷ 14 – 19, from the Lan Na ở phía Bắc Thái Lan.
Bảo tàng trưng bày tiền giấy từ thời Vua Rama IV trị vì vào năm 1853 và những tài liệu vào cuối thập niên 1850, khi Nữ vương Victoria của Đảo Anh đã tặng Thái Lan một máy đúc tiền và việc đúc tiền Thái bắt đầu từ năm 1858.
Tại phòng tiếp khách hoàng gia, có nhiều bức chân dung và ảnh xung quanh những đồ nội thất xa xỉ để kỉ niệm lần viếng thăm của Elizabeth II và Thân vương Philippos, Công tước xứ Edinburgh, vào năm 1996.
Vào ngày 28 tháng 12 năm 2006, Cung điện Bang Khun Phrom kỷ niệm 100 năm thành lập, tổ chức các buổi biểu diễn truyền thống Thái để kỷ niệm.